# The Icon Is Love
The Icon Is Love è il diciannovesimo album del cantante statunitense Barry White, pubblicato nel 1994 dalla A&M Records.

## Storia
L'album rappresentò per Barry White un grande ritorno sia dal punto di vista della critica che da quello del pubblico, e divenne senza dubbio il suo album di maggior successo dal suo periodo d'oro negli anni '70. The Icon Is Love fu il settimo album di White a raggiungere la vetta della classifica R&B, e la sua posizione al #20 della Billboard 200 il più alto piazzamento in questa classifica dal 1977. Fu anche il primo album di White in sedici anni a entrare nella top 50 della Official Albums Chart. Allo stesso modo, anche il primo singolo Practice What You Preach fu la più grande hit di White dal 1977, anno di "It's Ecstasy When You Lay Down Next to Me", sia nella classifica R&B che in quella Pop.
La produzione dell'album fu condivisa con varie personalità come Gerald Levert, Jack Perry, Tony Nicholas and Chuckii Booker. The Icon Is Love include anche due brani ("I Only Want to Be with You" and "Come On") prodotti da Jimmy Jam and Terry Lewis e registrati nei loro Flyte Tyme Studios in Minnesota, che sono le sole due tracce mai registrate da Barry White in cui egli non sia presente neanche a livello di coproduzione. L'album contiene un remix di  "Super Lover", dall'album di White del 1989 The Man Is Back!, come bonus track.
The Icon Is Love è stato il primo album di White dagli anni '70 a raccogliere un'acclamazione generale da parte della critica sia in termini di qualità del materiale, sia per quanto concerne i suoi standard di produzione contemporanea e di sound. L'album vinse il Soul Train Music Award per il miglior album maschile R&B/Soul nel 1995, e nel 1996 ricevette una nomination per il Grammy Award nella categoria Miglior Album R&B, venendo tuttavia sconfitto da CrazySexyCool delle TLC. la sua reputazione dall'epoca della sua pubblicazione è cresciuta negli anni ed è generalmente citato come il prodotto migliore del periodo più tardo della carriera dell'artista.

## Tracce
1. Practice What You Preach (White) - 5:59
2. There It Is (White) - 7:03
3. I Only Want to Be with You (Harris, Lewis, White) - 5:01
4. The Time Is Right (Booker, White) - 5:46
5. Baby's Home (Eastmond) - 8:17
6. Come On (Harris, Lewis, White, Wright) - 5:50
7. Love Is the Icon (Perry, White) - 4:38
8. Sexy Undercover (Perry, White) - 4:51
9. Don't You Want to Know (Lovesmith, White) - 6:51
10. Whatever We Had, We Had (Lovesmith, White) - 10:41

Bonus track
11. Super Lover (Undercover Mix) (White, Perry, William Jones) - 5:49

## Singoli
- "Practice What You Preach" (US Pop #18, US R&B #1, UK#20)
- "Come On" (US Pop #87, US R&B #12)
- "I Only Want to Be with You" (UK #36)
- "There It Is" (US R&B #54)